# If Stars are Lit
If Stars are Lit er en dansk dokumentarfilm fra 1990.

## Handling
Denne artikel mangler et handlingsreferat. Hjælp os med at skrive det.